# Волков, Владимир Иванович (конструктор)
Владимир Иванович Волков (1921—2003) — конструктор стрелкового вооружения, работавший в Тульском ЦКИБ СОО.

## Биография
Родился в Туле в 1921 году в семье рабочего-оружейника.
В 1939 году поступил в МВТУ имени Баумана, но во время Великой Отечественной войны в 1941—1942 годах работал на Ижевском машиностроительном заводе в качестве рабочего-станочника. В 1943 году с группой студентов оружейно-пулемётной специальности был переведён в Тульский механический институт, по окончании которого в 1945 году был направлен в ЦКБ-14. Работал инженером-конструктором, начальником научно-исследовательского отдела, главным инженером ЦКБ.
После реорганизации ЦКБ-14 в 1960 году был назначен заместителем начальника ЦКИБ СОО по НИОКР.
С 1962 по 1990 годы — главный инженер ЦКИБ СОО.
Автор и руководитель разработки многочисленных образцов стрелково-пушечного вооружения, в том числе пулемета НСВ-12,7 «Утёс».
Уйдя на пенсию в 1990 году, до 2001 года Владимир Иванович работал ведущим инженером.
Умер в 2003 году.

## Память
- Написал книгу, посвящённую истории Тульского ЦКИБ.

## Награды
- Награждён орденом Ленина (1968), орденом Октябрьской Революции (1971), двумя орденами Трудового Красного Знамени (1962, 1976).
- Награждён медалями «За доблестный труд в Великой Отечественной войне 1941-1945 гг.» (1946), «Тридцать лет Победы в Великой Отечественной войне 1941-1945 гг.» (1975), «Сорок лет Победы в Великой Отечественной войне 1941-1945 гг.» (1985), «50 лет Победы в Великой Отечественной войне 1941-1945 гг.» (1995), «За доблестный труд в Великой Отечественной войне 1941-1945 гг.» (1993), «За доблестный труд в ознаменование 100-летия со дня рождения В.И. Ленина» (1970), «В память 850-летия Москвы» (1997), «300 лет Российскому флоту» (1996), «Ветеран труда» (1981), «Серебряная медаль ВДНХ» (1964), «Бронзовая медаль ВДНХ» (1967).
- Лауреат двух Государственных премий СССР (1968, 1989) и премии имени С. И. Мосина (1965).